# Kōzan-ji
Pour les articles homonymes, voir Kōsan-ji.
Le Kōzan-ji (高山寺, « Temple de haute montagne »), ou Toganoo-san Kōsan-ji (栂尾山高山寺), est un temple bouddhiste Omuro à Ume-ga-hata Toganoo-chō, dans l'arrondissement de Ukyō, à Kyoto au Japon. Le temple, fondé par le célèbre moine Myōe est renommé pour ses nombreux trésors nationaux et ses biens culturels importants, en particulier le fameux rouleau peint appelé Chōjū-giga. Le temple célèbre Biyakkōshin, Zenmyōshin et Kasuga Myojin, ainsi que sa divinité tutélaire shintoïste. En 1994, il est inscrit au patrimoine mondial de l'UNESCO au titre de « monuments historiques de l'ancienne Kyoto ».

## Histoire

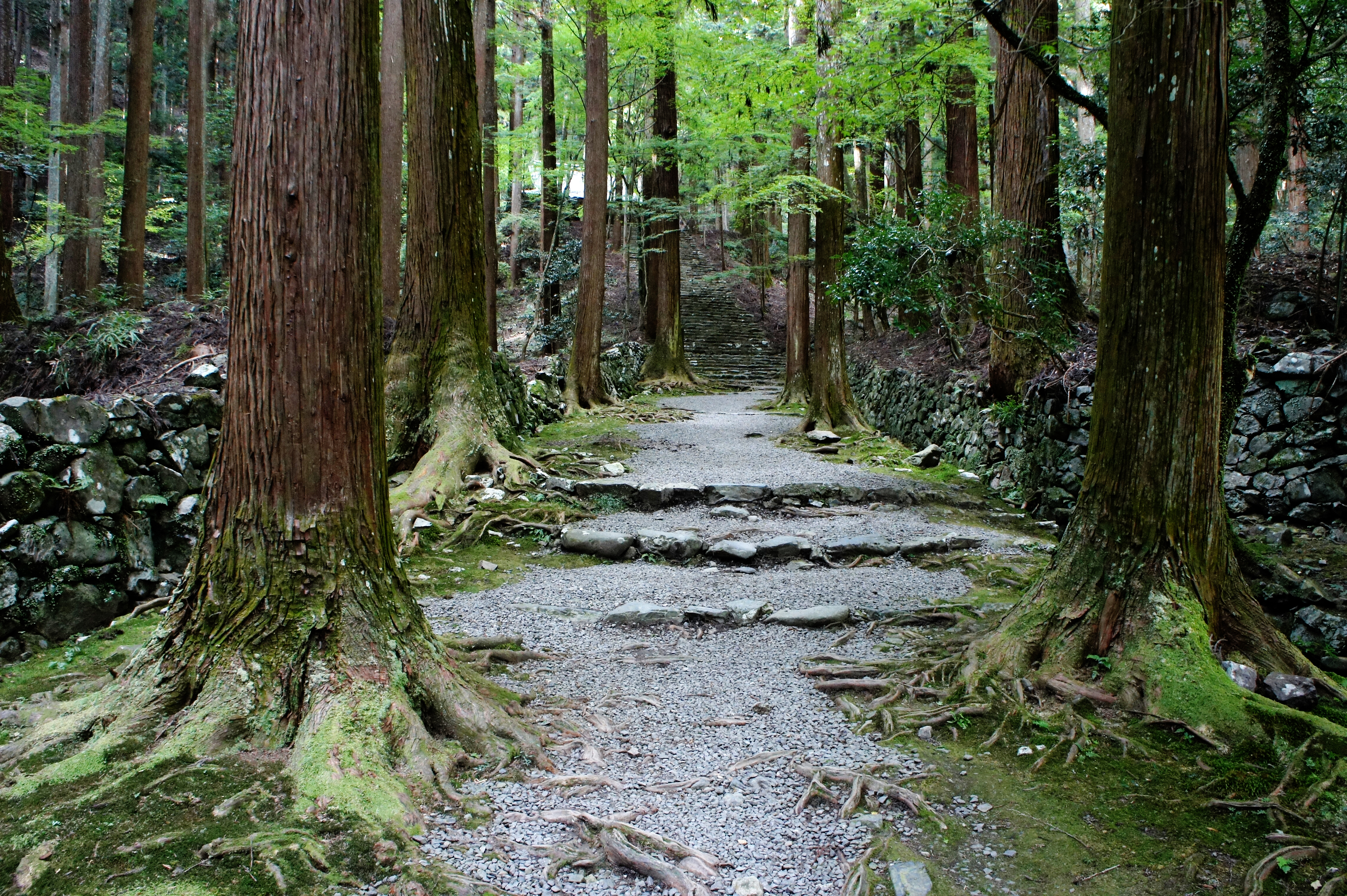
Le chemin vers le bâtiment d'or.

Togano, situé profondément dans les montagnes derrière le temple Jingo-ji, célèbres pour leur feuillage d'automne, est considéré comme un endroit idéal pour l'ascétisme de montagne. En plus de Kosan-ji, il y a eu d'autres temples dans la région, tels que Toganoo-ji (度賀尾寺) et Toganoo-bō (都賀尾坊). Selon la légende, ils auraient été fondés sur ordre de l'empereur Kōnin en 774. L'exactitude de ces allégations est cependant douteuse.
En 1206, Myōe, un prêtre bouddhiste Kegon qui sert au temple voisin Jingo-ji, obtient de l'empereur Go-Toba le terrain pour construire un temple. Il choisit le nom « Hiidetemazukousanwoterasuyama-no-tera (日出先照高山之寺) ». Le temple tient son nom d'une ligne du Avataṃsaka sūtra : « Quand le soleil apparaît, il jette d'abord sa lumière sur la plus haute montagne. » (日、出でて、まず高き山を照らす, hi, idete, mazu takakiyama wo terasu).
Le temple est détruit à plusieurs reprises par le feu et la guerre. Le plus ancien bâtiment encore existant est le Sekisui-in (石水院), qui date de l'époque de Kamakura.

## Disposition

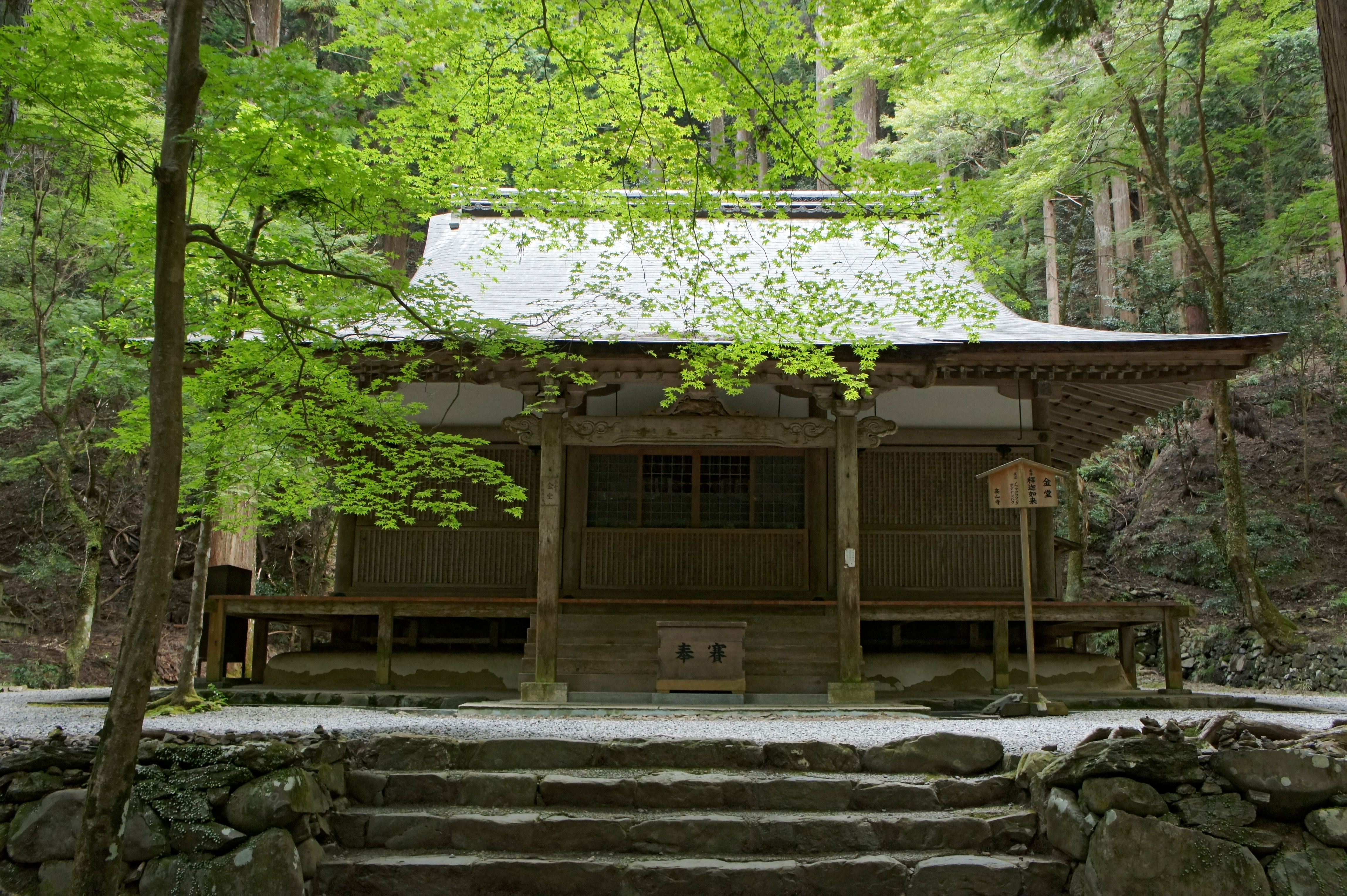
Bâtiment d'or.

Le temple Jingo-ji renferme un schéma de Kōzan-ji établi en 1230, quelque vingt ans après qu'il a été construit. Le diagramme est enregistré comme bien culturel important car il montre la disposition originale du temple. D'après le diagramme, nous savons que Kōzan-ji comportait à l'origine un grand portail, une salle principale, une pagode à trois étages, une salle consacrée à Amitabha, une salle consacrée à Lohan, un clocher, une salle de lecture et un sanctuaire shinto dédié à la divinité tutélaire de la région. Cependant, tous ces bâtiments ont été détruits depuis, sauf la salle de l'Écriture, qui est maintenant connue sous le nom « Sekisui-in ».
En plus de Sekisui-in, Kōzan-ji contient aussi aujourd'hui une salle principale (à l'origine partie de Ninna-ji) et une salle consacrée à la fondation du temple, qui abrite un important buste sculpté en bois de Myōe. Ces deux bâtiments, cependant, sont des reconstructions modernes.

## Biens culturels
Le temple possède de nombreux trésors nationaux du Japon et des biens culturels importants.

### Trésors nationaux

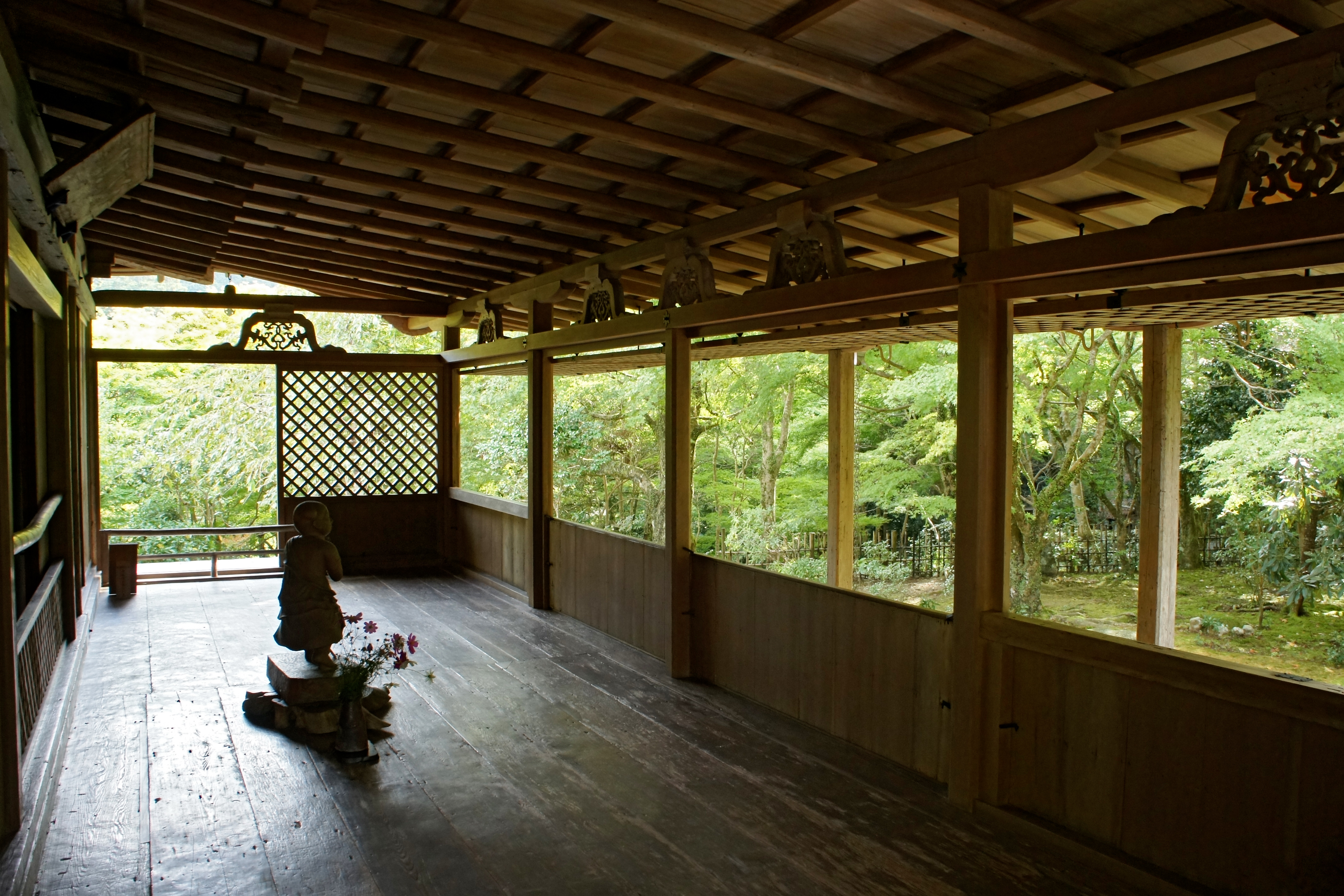
Sekisui-in.

- Sekisui-in : construit à l'époque de Kamakura dans le style Irimoyazukuri, avec toit en bardeau à quatre versants.
- Chōjū-giga
- Kegon-shū Soshi Eden (華厳宗祖師絵伝?) : créé durant la période Kamakura, ce rouleau peint représente les vies des fondateurs coréens Kegon, Uisang et Wonhyo.
- Myōe Shōnin-zō (明恵上人像?) : un portrait de Myōe également connu sous le nom Jujō Zazen-zō (樹上座禅像?) créé au cours de la période de Kamakura. Contrairement à l'image habituelle d'un moine bouddhiste, celle-ci montre un petit Myōe entouré de montagnes.
- Butsugen Butsumo-zō (仏眼仏母像?) : un portrait créé pendant la période Kamakura à la fin du XIIe siècle.
- Yupian (玉篇, gyokuhen?) : copie d'un dictionnaire de sinogrammes de la période Tang composé durant la dynastie Liang. C'est le plus ancien dictionnaire de caractères chinois au Japon.
- Tenrei Banshō Meigi (篆隷万象名義?) : comme le seul exemplaire encore restant d'un ancien dictionnaire de kanjis compilé par Kūkai. Il a été copié en 1114.
- Meihō-ki (冥報記?) : un manuscrit de contes bouddhistes de la période Tang. C'est la plus ancienne copie existante de cet ouvrage maintenant disparu de Chine.

### Biens culturels importants
Un grand nombre de bâtiments, de rouleaux peints, de sculptures, d'éléments de mobilier et d'anciens textes ont été enregistrés comme biens culturels importants. Parmi les plus importants on compte :

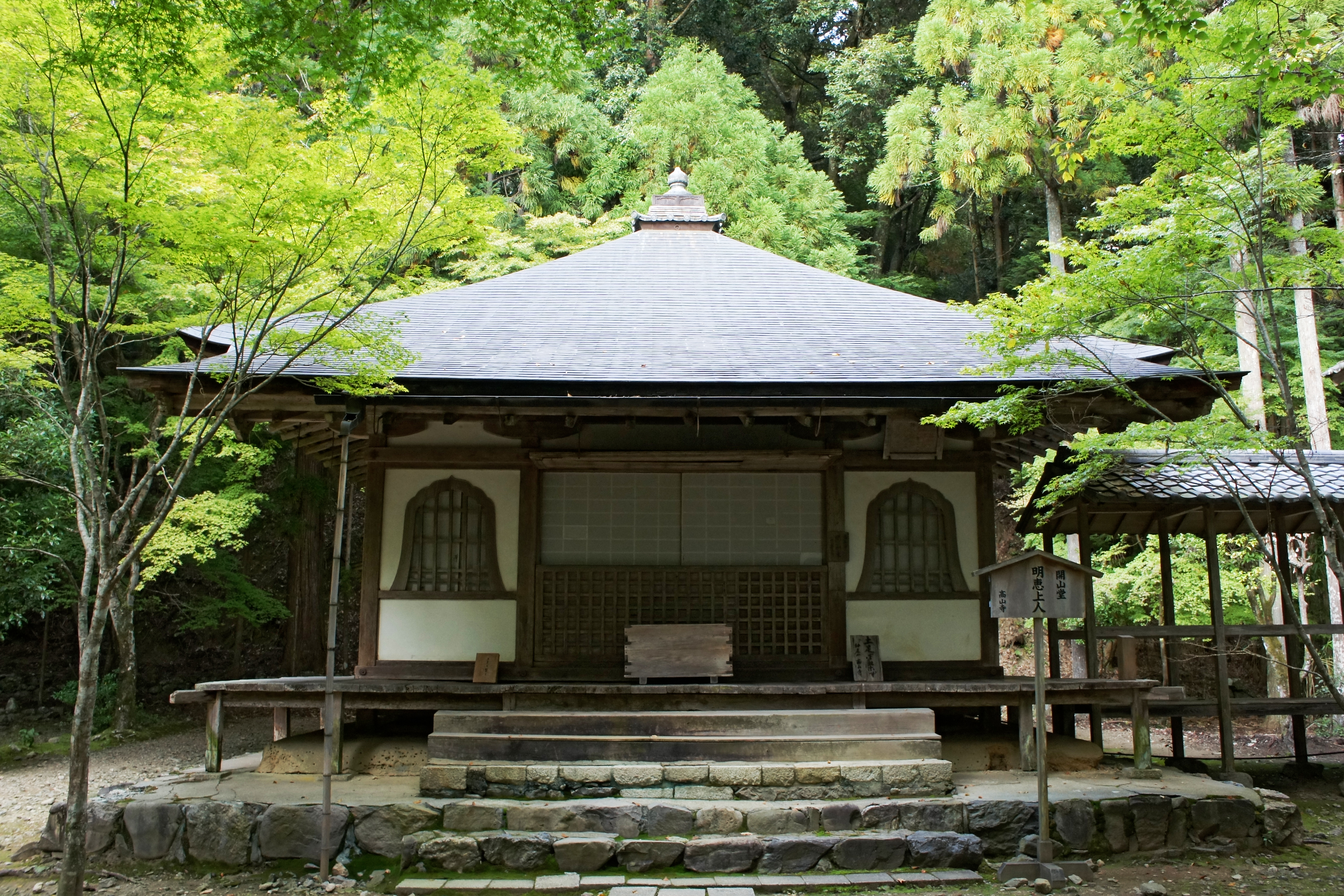
Bâtiment des fondateurs.

- le bâtiment des fondateurs (Kaizandō) ;
- une statue en bois laqué de Bhaisajyaguru en posture assise créée vers la fin de l'époque de Nara. À l'origine, le centre d'un sanzonzō (un trio de statues bouddhistes avec l'image principale au centre et encadrées par deux serviteurs), les images des serviteurs ont été enlevés au cours de l'ère Meiji. L'image de Suryaprabha est à présent conservée au musée national de Tokyo,et celle de Chandraprabha au musée Université des arts de Tokyo ;
- une statue en bois de Myōe en position assise créée durant la période Kamakura et située dans le hall consacré à la fondation du temple ;
- une paire de statues en bois de cerf créée dans la période Kamakura. Ces statues, d'un mâle et d'une femelle, ont été réalisées dans le seul but de ressembler aux komainu, les statues de lion qui gardent l'entrée d'un temple shintoïste. Les cerfs sont des messagers de Kasuga Myōjin, le dieu du temple, et en tant que tels, on croit que ces statues ont été placées devant l'autel de Kasuga Myōjin ;
- une statue de Byakkoshin en position debout, façonnée au début de l'époque de Kamakura. Comme son nom l'indique, la statue est peinte en blanc dans son intégralité, depuis ses vêtements sur le piédestal, ce qui est supposé symboliser la neige de l'Himalaya ;
- une statue en bois de Zenmyōshin du début de l'époque de Kamakura. Une grande partie de la vive peinture reste, et cette statue, avec celle de Biyakkō-shin, est dite être l'œuvre de Tankei, le célèbre sculpteur bouddhiste ;
- les archives de Kōzan-ji, qui contiennent des milliers de textes et de registres, dont certains remontent à l'époque de Heian ;
- le Kōben Yume-no-Ki (高弁夢記?), un registre des rêves de Myōe de 1196 à 1223. Ses rêves ont, dit-on, exercé une grande influence sur sa pensée religieuse ;
- le Rouleau illustré de la butte du Shōgun, un emaki monochrome du début du XIIIe siècle, illustrant la fondation de la butte du shogun[1].